# Lars Adaktusson
Lars Göran Peter Adaktusson, född 6 augusti 1955 i Jönköping (Ljungarum), är en svensk journalist, samhällsdebattör och politiker. Mandatperioden 2018 till 2022 var han riksdagsledamot för Kristdemokraterna. Innan dess, mellan maj 2014 och augusti 2018 var han ledamot av Europaparlamentet. Mellan oktober 2017 och november 2019 var han andre vice ordförande i Kristdemokraterna. Fram till 2022 var han partiets utrikespolitiska talesperson. 
Innan Adaktusson engagerade sig politiskt arbetade han i drygt 30 år (1976–2011) som journalist i press, radio och TV. Han var bland annat programledare och ansvarig utgivare för samhällsprogrammet Agenda i SVT. Tidigare var han nyhetsankare i Aktuellt där han även arbetat som inrikespolitisk reporter, inrikeschef samt utrikeskorrespondent i Centraleuropa, USA och Mellanöstern.

## Biografi

### Bakgrund
Adaktusson studerade 1974 vid Socialhögskolan i Örebro (nuvarande Örebro universitet) och åren 1975–1976 vid Journalisthögskolan i Göteborg.
År 1976 anställdes han vid Radio Dalarna i Falun. Sitt första sommarvikariat som journalist hade han 1975 på den kristna dagstidningen Dagen. Från 1979 arbetade han som reporter och programledare vid Ekoredaktionen på Sveriges Radio.

### SVT
År 1987 började Adaktusson arbeta för Aktuellt på SVT. Där var han politisk reporter 1987–1992, inrikeschef 1992, korrespondent för Östeuropa med placering i Wien 1993–1995. Efter en kort tid som programledare för Kvällsöppet återvände han 1996 till Aktuellt för att leda programmets huvudsändning. Mellan 1998 och 2001 var han USA-korrespondent.
Efter tiden som USA-korrespondent fick Adaktusson i uppdrag att starta, utforma och ansvara för ett nytt samhällsmagasin. 2001 inrättades samhällsprogrammet Agenda, med Adaktusson som programledare och ansvarig utgivare. Det sista Agenda med Adaktusson som programledare visades den 30 oktober 2005. I slutet av 2005 tillträdde han som SVT:s korrespondent i Mellanöstern.

### TV8 och skribent
I november 2006 meddelades det att Adaktusson skulle lämna SVT för MTG-ägda TV8 där han blev programledare och redaktionellt ansvarig för programmet Adaktusson. Programmet hade premiär i januari 2007. Inför premiären hade han även kritiserat sin tidigare arbetsgivare och argumenterat för att en del av TV-licenspengarna även borde göras tillgängliga för fristående aktörer. Han lämnade MTG och TV8 år 2010.
Mellan 2007 och 2009 var Adaktusson knuten till Svenska Dagbladet som kolumnist, mellan 2010 och 2012 var han kolumnist i Metro och i augusti 2011 utgavs hans självbiografiska bok "Världens bästa story", om TV, nyheter och journalistik. Under 2011 arbetade han med programmet På Agendan i Axess TV.
År 2011 anställdes han som senior partner i Kreab Gavin Anderson. Mellan 2012 och 2014 drev han det egna företaget Adaktusson Media AB och var parallellt verkställande direktör (VD) för Meganews Sweden AB.

### Opinionsbildning och politik
År 2011 lämnade Adaktusson nyhetsjournalistiken. Efter några år som kommunikationskonsult, egen företagare och kolumnist övergick han till politiken.
I februari 2013 blev han medlem i Kristdemokraterna samtidigt som han offentliggjorde sin kandidatur i valet till Europaparlamentet. I samband med detta erkände Adaktusson att han vid ett tillfälle betalat svart ersättning till hantverkare. År 2014 ställde han upp som förstanamn på Kristdemokraternas valsedel till Europaparlamentet och efter valet den 25 maj blev han invald i parlamentet efter att Kristdemokraterna brutit en 15-årig nedåtgående trend och fått 5,93 procent av väljarstödet. Adaktusson fick 108 000 personkryss, vilket var den största andelen av samtliga partiers kandidater i valet. 
I april 2015 blev Adaktusson ordinarie ledamot av Kristdemokraternas partistyrelse och verkställande utskott. I valet 2018 valdes han in i riksdagen efter att ha fått drygt 17 000 personkryss.  I riksdagen var Adaktusson ledamot av utrikesutskottet samt suppleant i konstitutionsutskottet, försvarsutskottet och EU-nämnden. 
Den 19 juni 2019 meddelade Adaktusson att han inte ställer upp för omval till KD:s partistyrelse eller posten som andre vice partiordförande. Beskedet kom efter att han under våren mött uppmärksamhet och kritik för att ha deltagit på en kontroversiell värdekonservativ konferens och efter anklagelser i Dagens Nyheter om att ha röstat mot abort upprepade gånger i EU-parlamentet. Efter publiceringen tog Kristdemokraternas partiordförande Ebba Busch avstånd från Adaktusson och menade att han varit alltför ”rigid” i tillämpningen av partiets linje. Dagen före midsommarafton 2019 kallade Busch till presskonferens  för att meddela att förtroendet för Adaktusson var skadat då han inte informerat partiledningen om hur han röstat i EU-parlamentet. Adaktusson å sin sida hänvisade till en kontinuerlig och fortlöpande rapportering som infördes under hans tid i Europaparlamentet.  .
Inför Kristdemokraternas riksting 2019 i Umeå avsade sig Adaktusson uppdragen som andre vice ordförande och ledamot av partistyrelsen. Hans efterträdare blev Bengt Germundsson.

### Europaparlamentariker

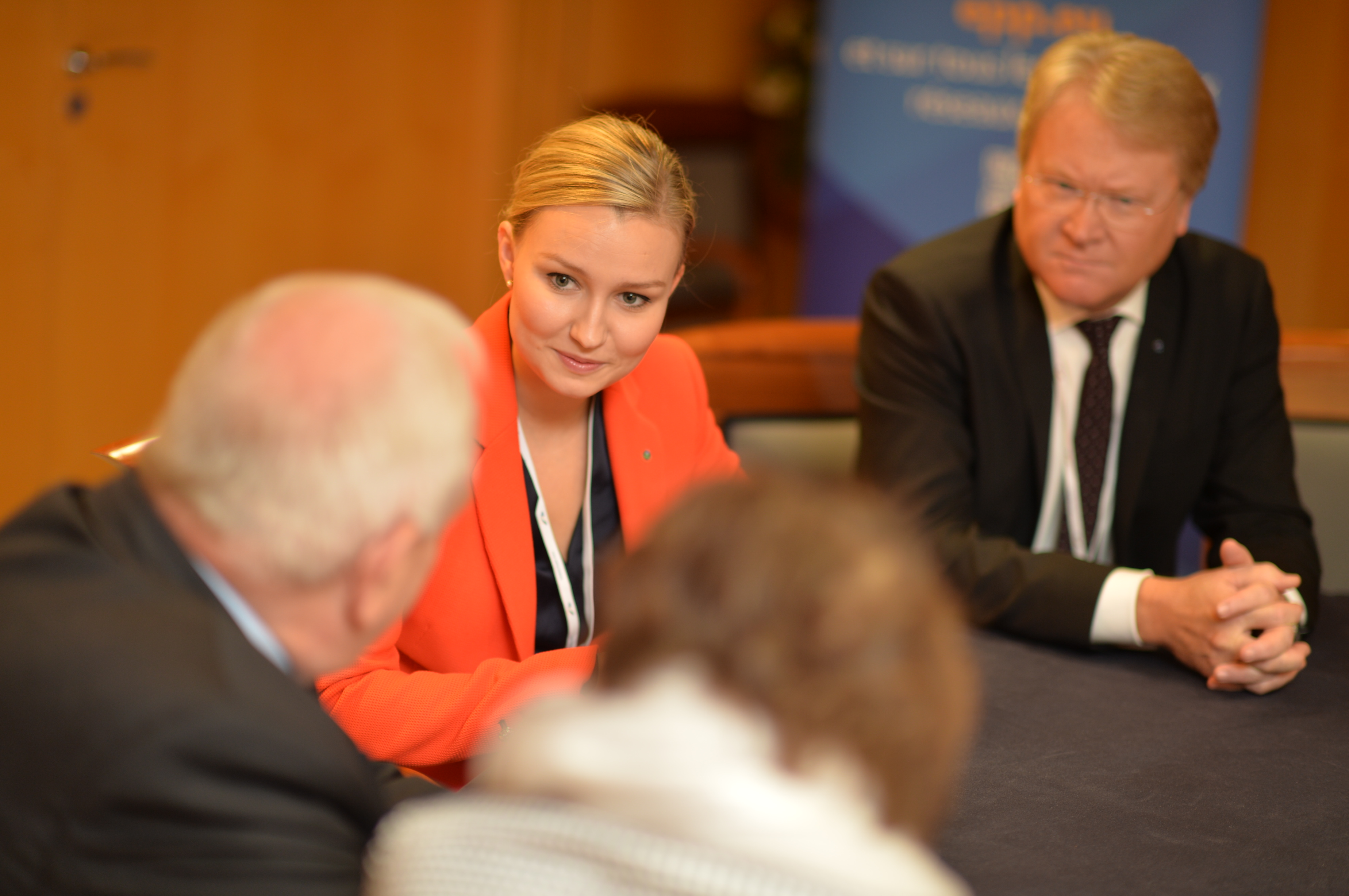
Ebba Busch Thor och Adaktusson under ett möte vid den europeiska partigruppen EPP:s kongress i Madrid i oktober 2015.

Adaktusson var Kristdemokraternas ledamot i Europaparlamentet åren 2014–2018. I Europaparlamentet var han ordinarie ledamot av utrikesutskottet och underutskottet för mänskliga rättigheter, samt suppleant i transportutskottet. Han var vice ordförande i Europaparlamentets delegation för förbindelserna med Afghanistan samt ledamot av delegationen för förbindelserna med Kosovo och Bosnien och Hercegovina. Vid sidan av detta var han vice ordförande i Europaparlamentets parlamentarikergrupp för religionsfrihet (FORB) samt vice ordförande i parlamentets vänskapsförbund med syrianer/assyrier/kaldéer. Under sin tid i Europaparlamentet var han även Europaparlamentets stående rapportör för förbindelserna med Israel. Han var sin partigrupps (EPP) stående föredragande och förhandlare när det gäller EU-integrationen av Kosovo och hade även ett antal uppdrag som skuggrapportör i frågor kopplade till mänskliga rättigheter och terrorismbekämpning.
I februari 2016 tog Adaktusson initiativ till och förhandlade fram en resolution som klassar Islamiska statens övergrepp mot kristna och jezider i Irak och Syrien som folkmord. Detta har beskrivits som en historisk resolution. Att Europaparlamentet erkänner ett pågående folkmord med de politiska och folkrättsliga konsekvenser som detta för med sig har aldrig inträffat tidigare. Efter Europaparlamentets erkännande följde ett antal nationella parlament efter och fattade samma beslut, bland annat USA, Storbritannien, Frankrike och Australien.
Vid sidan av uppdraget som Europaparlamentariker blev Adaktusson år 2017 vald till ordförande i Vänskapsförbundet Sverige–Israel. Han var även ordförande i Brysselbaserade European Israel Public Affairs.

## Uppmärksamhet i debatten
Adaktusson kritiserade 2002 i ett debattinlägg på DN Debatt journalisten Janne Josefsson för att denne använt dold kamera och provokation i valstugereportaget.
Josefsson och andra journalister kritiserade då Adaktusson för att själv vara okritisk i sina intervjuer med makthavare.
Lars Adaktusson har även uppmärksammats för att ha medverkat på den värdekonservativt inriktade konferensen "Political Network for Values" i Colombias huvudstad Bogotá i april 2019, där han talade om religionsförföljelse. Tidningen Dagens ETC beskrev konferensen som ultrakonservativ, och hävdade att den samlade hbt-fientliga och abortmotståndare, samt att dess ordförande tidigare ska ha hyllat fascism.
I samband med detta hävdade tidningen Dagens Nyheter i en uppmärksammad publicering att Adaktusson röstat mot abort 22 gånger under sin tid i EU-parlamentet. Adaktusson tillbakavisade detta och hänvisade till att han står bakom sitt partis uppfattning i abortfrågan samt att hans ställningstagande i EU-parlamentet handlade om beslutsnivån och subsidiaritetsprincipen. Det vill säga att det är medlemsländerna, inte EU centralt, som ska besluta i abortfrågan. Adaktusson utvecklade 2023 hur han såg på händelsen, i boken ”Fasaden och insidan”, skrev han om sina tio år i politiken. Bland annat ifrågasatte han att Dagens Nyheter intervjuat honom om abortfrågan fyra veckor tidigare men då inte publicerat något, för att sedan återkomma med samma frågor och en publicering bara några dagar före Europaparlamentsvalet i Sverige 2019.